# Томмі Конвей
Томмі Конвей (англ. Tommy Conway; нар. 6 серпня 2002, Тонтон) — шотландський футболіст, нападник англійського клубу «Бристоль Сіті» і національної збірної Шотландії.

## Клубна кар'єра
Народився 6 серпня 2002 року в Тонтоні. Вихованець юнацьких команд «Бристоль Сіті».
У дорослому футболі дебютував 2019 року виступами на правах оренди за «Єйт Таун». Згодом півроку відіграв у складі «Бат Сіті» також на орендних правах.
За головну команду «Бристоль Сіті» на рівні другого англійського дивізіону дебютував 2021 року.

## Виступи за збірну
З 2022 року залучається до складу молодіжної збірної Шотландії.
У червні 2024 року дебютував в іграх національної збірної Шотландії і був включений до її заявки на тогорічний чемпіонат Європи.

## Статистика виступів

### Статистика клубних виступів
Станом на 25 листопада 2023
| Сезон             | Команда           | Чемпіонат         | Чемпіонат | Чемпіонат | Національний кубок | Національний кубок | Національний кубок | Континентальні кубки | Континентальні кубки | Континентальні кубки | Інші змагання | Інші змагання | Інші змагання | Усього | Усього | Усього |
| Сезон             | Команда           | Ліга              | Ігор      | Голів     | Ліга               | Ігор               | Голів              | Ліга                 | Ігор                 | Голів                | Ліга          | Ігор          | Голів         | Ігор   | Голів  |        |
| ----------------- | ----------------- | ----------------- | --------- | --------- | ------------------ | ------------------ | ------------------ | -------------------- | -------------------- | -------------------- | ------------- | ------------- | ------------- | ------ | ------ | ------ |
| 2019–20           | «Єйт Таун»        | НЛП               | 12        | 2         | КА                 | 0                  | 0                  |                      | -                    | -                    |               | -             | -             | 12     | 2      |        |
| 2020-січ. 2021    | «Бат Сіті»        | НЛП               | 11        | 4         | КА                 | 1                  | 0                  |                      | -                    | -                    | ТФА           | 3             | 3             | 15     | 7      |        |
| січ.-черв. 2021   | «Бристоль Сіті»   | ЧФЛ               | 5         | 1         | КА+КЛ              | 0                  | 0                  |                      | -                    | -                    |               | -             | -             | 5      | 1      |        |
| 2021–22           | «Бристоль Сіті»   | ЧФЛ               | 4         | 0         | КА+КЛ              | 1+1                | 0                  |                      | -                    | -                    |               | -             | -             | 6      | 0      |        |
| 2022–23           | «Бристоль Сіті»   | ЧФЛ               | 34        | 9         | КА+КЛ              | 1+3                | 0+3                |                      | -                    | -                    |               | -             | -             | 38     | 12     |        |
| 2023–24           | «Бристоль Сіті»   | ЧФЛ               | 9         | 2         | КА+КЛ              | 0                  | 0                  |                      | -                    | -                    |               | -             | -             | 9      | 2      |        |
| Усього за кар'єру | Усього за кар'єру | Усього за кар'єру | 75        | 18        |                    | 7                  | 3                  |                      | -                    | -                    |               | 3             | 3             | 85     | 24     |        |